# Trâm Ba Vì
Trâm Ba Vì (danh pháp khoa học: Syzygium baviense) là một loài thực vật có hoa trong Họ Đào kim nương. Loài này được (Gagnep.) Merr. & L.M.Perry miêu tả khoa học đầu tiên năm 1938.